# Chieniodendron hainanense
Chieniodendron hainanense Tsiang & P.T.Li – gatunek rośliny z monotypowego rodzaju Chieniodendron w obrębie rodziny flaszowcowatych (Annonaceae Juss.). Występuje naturalnie w Tajlandii oraz Chinach (w prowincji Hajnan oraz w regionie autonomicznym Kuangsi). 

## Morfologia
PokrójZimozielone drzewo dorastające do 16 m wysokości.
LiścieMają kształt od podłużnego do podłużnie lancetowatego. Mierzą 6–10 cm długości. Nasada liścia jest zaokrąglona. Blaszka liściowa jest o krótko spiczastym wierzchołku. Ogonek liściowy jest owłosiony i dorasta do 4–5 mm długości.
KwiatyPromieniste, obupłciowe, pojedyncze lub zebrane w parach. Rozwijają się w kątach pędów. Mierzą 15 mm średnicy. Działki kielicha mają owalnie trójkątny kształt, dorastają do 4–5 mm długości, są zrośnięte u podstawy. Płatki mają podłużnie owalny kształt i zielonożółtawą barwę, osiągają do 1,5–2 cm długości, są mniej lub bardziej owłosione. Kwiaty mają liczne pręcików i 2–12 owłosionych słupków o podłużnym kształcie.
OwoceTworzą owoc zbiorowy. Mają kształt od elipsoidalnego do jajowatego. Osiągają 2–5 cm długości i 2–2,5 cm szerokości. Są owłosione. Nasiona są liczne, ułożone w dwóch rzędach.

## Biologia i ekologia
Rośnie w gęstych lasach. Występuje na wysokości do 600 m n.p.m. Kwitnie od kwietnia do grudnia, natomiast owoce pojawiają się od sierpnia do marca.